# Wincenty Kućma
Wincenty Kućma (ur. 25 maja 1935 w Zbelutce) – polski rzeźbiarz, medalier, rysownik, projektant wnętrz, profesor zwyczajny Akademii Sztuk Pięknych w Krakowie. Kawaler Orderu Orła Białego.

## Życiorys
Studiował na Wydziale Rzeźby Akademii Sztuk Pięknych w Krakowie. Dyplom z wyróżnieniem otrzymał w 1962 roku (pracownia prof. Wandy Ślędzińskiej).
W swojej twórczości zajmuje się rzeźbą monumentalna, małymi formami rzeźbiarskimi, medalierstwem, rysunkiem, projektowaniem wnętrz sakralnych oraz urbanistyką. Prace wystawiał na 20 wystawach indywidualnych, 75 wystawach zbiorowych w kraju, 53 wystawach za granicą.
Jego dzieła znajdują się w muzeach i kolekcjach prywatnych w kraju i za granicą. Był uczestnikiem konkursów rzeźbiarsko-architektonicznych. Zdobył około 50 nagród i wyróżnień, w tym: Nagroda Miasta Krakowa, nagroda l stopnia Ministra Kultury i Sztuki, I nagroda „Rzeźba roku”: 67, 73, 77; nagroda równorzędna w konkursie na pomnik W.I. Lenina w Nowej Hucie w 1970 (w kwocie 60.000 złotych), II nagroda Biennale w Barcelonie, nagroda II stopnia Ministerstwa Obrony Narodowej, nagroda II stopnia Ministerstwa Budownictwa.
Laureat nagrody l stopnia Ministra Kultury i Dziedzictwa Narodowego za wybitne osiągnięcia w pracy twórczej i dydaktycznej z zespołem Katedry Sztuk Wizualnych na Wydziale Form Przemysłowych ASP w Krakowie (1999).
Jego dzieła o tematyce sakralnej znajdują się m.in.: w Krakowie, w Warszawie, w Tarnowie, w Krościenku, w Iwoniczu-Zdroju, Toruniu, w Irkucku, na Sachalinie, w Sandomierzu, w Pasierbcu, w Zawierciu i wielu innych miejscowościach na terenie Polski.

## Wybrane realizacje monumentalne
- Idea Kopernika w Nowym Delhi
- Pomnik Obrońców Poczty Polskiej w Gdańsku
- Pomnik Poległym w Obronie Ojczyzny w Częstochowie
- Pomnik Powstania Warszawskiego w Warszawie
- Wioślarz w Doncaster (Anglia)
- Pomnik Jana Pawła II w Sochaczewie
- Pomnik Armii Krajowej w Kielcach.

## Wybrane realizacje rzeźbiarskie
- Serce Macedonii (Macedonia),
- Fryz architektoniczny „Kompozycja pozioma” i fontanna w Genewie,
- Fontanna na Rynku w Legnicy,
- Flecistka oraz Macierzyństwo w Końskich,
- Łuny dymów krematoryjnych oraz Epitafium w Oświęcimiu.

## Odznaczenia i wyróżnienia
- Nagrody resortowe I i II stopnia[3]
- Krzyż Kawalerski Orderu Odrodzenia Polski[3] (1979, PRL)
- Złoty Medal Opiekuna Miejsc Pamięci Narodowej[3] (1979, PRL)
- Krzyż Oficerski Orderu Odrodzenia Polski (1985, PRL)
- Złoty Krzyż Zasługi (1989, władze RP na obczyźnie)
- Krzyż Komandorski z Gwiazdą Orderu Odrodzenia Polski (1989, władze RP na obczyźnie)
- Odznaka „Zasłużony Działacz Kultury”[3]
- Odznaka za Zasługi dla Gdańska[3]
- Odznaka Zasłużony dla Warszawy
- Złota Odznaka Miasta Krakowa[3]
- Krzyż Komandorski Orderu Świętego Grzegorza Wielkiego (2000, Stolica Apostolska)
- Medal Komisji Edukacji Narodowej (2002, III RP)
- Złoty Medal „Zasłużony Kulturze Gloria Artis” (2008, III RP)[4]
- Medal Per Artem ad Deum (2015, przyznawany przez Papieską Radę ds. Kultury)
- Order Orła Białego w uznaniu znamienitych zasług dla polskiej kultury, za osiągnięcia w pracy artystycznej i twórczej oraz popularyzowanie historii polskiego czynu niepodległościowego (2019)[5]